# کالیاکوآ
کالیاکوآ (به لاتین: Calliaqua) یک منطقهٔ مسکونی در سنت وینسنت و گرنادین‌ها است که در سنت جورج پریش، سنت وینسنت و گرنادین‌ها واقع شده‌است.